# Hébertville
Hébertville es un municipio canadiense situado en la provincia de Quebec.

## Superficie
Hébertville tiene una superficie de 260,74 km².

## Demografía
En 2021, tenía 2500 habitantes, una densidad poblacional de 9,6 hab./km², y 1245 viviendas.